# Thaanumella cookei
Thaanumella cookei é uma espécie de gastrópode  da família Assimineidae.
É endémica da Micronésia.